# Ellen DeGeneres
Ellen Lee DeGeneres (Metairie, 26 de janeiro de 1958) é uma comediante, apresentadora e atriz norte-americana.
DeGeneres é a única pessoa a ter apresentado os Óscares (2007 e 2014), os Prémios Emmy e os Grammys. Participou em diversos filmes, entre os quais se destaca o seu papel como Dory nos filmes Finding Nemo e Finding Dory, foi também jurada do reality show American Idol, forneceu o papel da voz como Spike, de Felix and the Rise of the Atlantic Queen e protagonista da série Ellen. Foi a apresentadora de seu próprio talk show, o The Ellen DeGeneres Show. de 2003 até 2022.

## Infância e educação
Ellen DeGeneres nasceu e foi criada em Metairie, Louisiana, filha de Elizabeth Jane (nascida Pfeffer), uma fonoaudióloga, e Elliott Everett DeGeneres, um agente de seguros. Ela tem um irmão, Vance, músico e produtor. Ambos foram criados no movimento religioso Ciência Cristã. Seus pais se divorciaram em 1973.
Quando ela tinha 15 ou 16 anos, DeGeneres foi molestada por seu padrasto. Ele usou o diagnóstico de câncer de mama de sua mãe como desculpa para tocá-la, dizendo que precisava examinar os seios dela em busca de caroços. Eventualmente, tentou arrombar a porta dela e agredi-la sexualmente, o que fez ela fugir de casa e passar a noite em um hospital. DeGeneres contou à mãe sobre o abuso, mas Betty não acreditou nela e permaneceu casada por 18 anos. Só anos após acreditou na filha. DeGeneres se formou na Atlanta High School em maio de 1976, após completar seus primeiros anos do ensino médio na Grace King High School. Ela se mudou para cidade de Nova Orleans, onde se formou em comunicação. Depois de um semestre, aceitou um trabalho administrativo em um escritório de advocacia com uma prima, Laura Gillen.
DeGeneres começou a fazer stand-up em pequenos clubes e cafés na década de 1980. Ela cita Woody Allen e Steve Martin como suas principais influências neste momento. Desde então, passou a fazer turnês nacionais e, em 1984, foi nomeada a pessoa mais engraçada dos Estados Unidos pelo canal Showtime. Posteriormente, DeGeneres listou ainda Lucille Ball, Carol Burnett e Bob Newhart entre suas influências cômicas.

## Carreira

### 1989–2002: Estreia etalk show

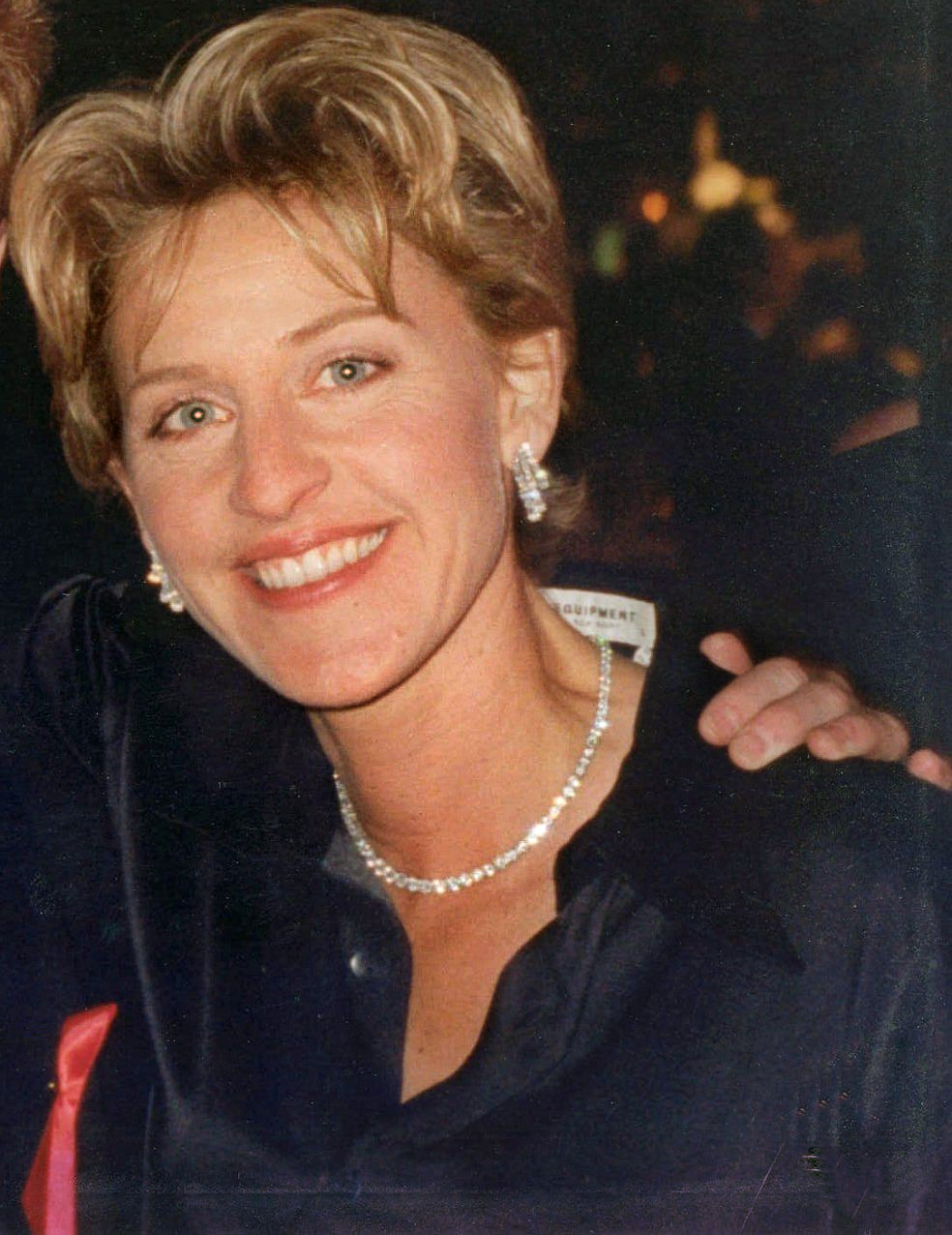
DeGeneres após a 46ª edição do Emmy Awards, em 1994

O primeiro papel regular de DeGeneres na televisão foi em uma sitcom de curta duração da Fox chamada Open House, um spin-off da série Duet. Ela desempenhou o papel de Margo Van Meter, recepcionista da imobiliária Juan Verde. Em 1992, os produtores Neal Marlens e Carol Black escalaram DeGeneres para sitcom Laurie Hill, no papel da enfermeira Nancy MacIntyre. A série foi cancelada após apenas quatro episódios, mas Marlens e Black logo a convidaram para seu próximo piloto da ABC, These Friends of Mine, que co-criaram com David S. Rosenthal.
Inspirada por sua comédia, These Friends of Mine foi renomeado para Ellen após a primeira temporada. O programa da ABC foi popular em suas primeiras temporadas devido, em parte, ao estilo de humor de DeGeneres; sendo muitas vezes referida como a "versão feminina" de Seinfeld. Ellen atingiu seu auge de popularidade em abril de 1997, quando DeGeneres revelou ser lésbica no The Oprah Winfrey Show. Sua personagem na sitcom também se declarou homossexual para sua terapeuta, interpretada por Oprah Winfrey. Ela foi renovada até a quinta temporada, mas sofreu queda nos indicadores e foi finalmente cancelada.
DeGeneres voltou à televisão em 2001 com uma nova sitcom da CBS, The Ellen Show, que foi cancelada após 13 episódios. Ela recebeu grande exposição em 4 de novembro de 2001, quando apresentou a transmissão televisiva do Emmy. Apresentado após dois cancelamentos devido a preocupações da rede de que a cerimônia após os ataques de 11 de setembro pareceria insensível, o programa exigia um tom que permitisse aos espectadores esquecer temporariamente a tragédia. DeGeneres recebeu várias ovações de pé por sua apresentação naquela noite, que incluiu a piada: "O que incomodaria mais o Talibã do que ver uma mulher gay de terno cercada por judeus?".
DeGeneres lançou um talk show diurno, The Ellen DeGeneres Show (também referido apenas como Ellen), em setembro de 2003. Um dos vários programas de entrevista apresentados por celebridades que surgiram na época, incluindo os de Sharon Osbourne e Rita Rudner. Com boa recepção, foi indicado a 12 Prêmios Emmy em sua primeira temporada, ganhando quatro, incluindo a categoria "Melhor Talk Show". Durante grande parte do trabalho, DeGeneres ficou conhecida por dançar com o público no início e intervalos comerciais. Ela afirmou mais tarde que parou de dançar porque isso se tornou uma expectativa e um fardo muito grande. No mesmo ano, emprestou sua voz para o papel de Dory, um peixe amigável com perda de memória em curto prazo, no filme de animação da Disney/Pixar Finding Nemo.

### 2003–2017: Ascenção

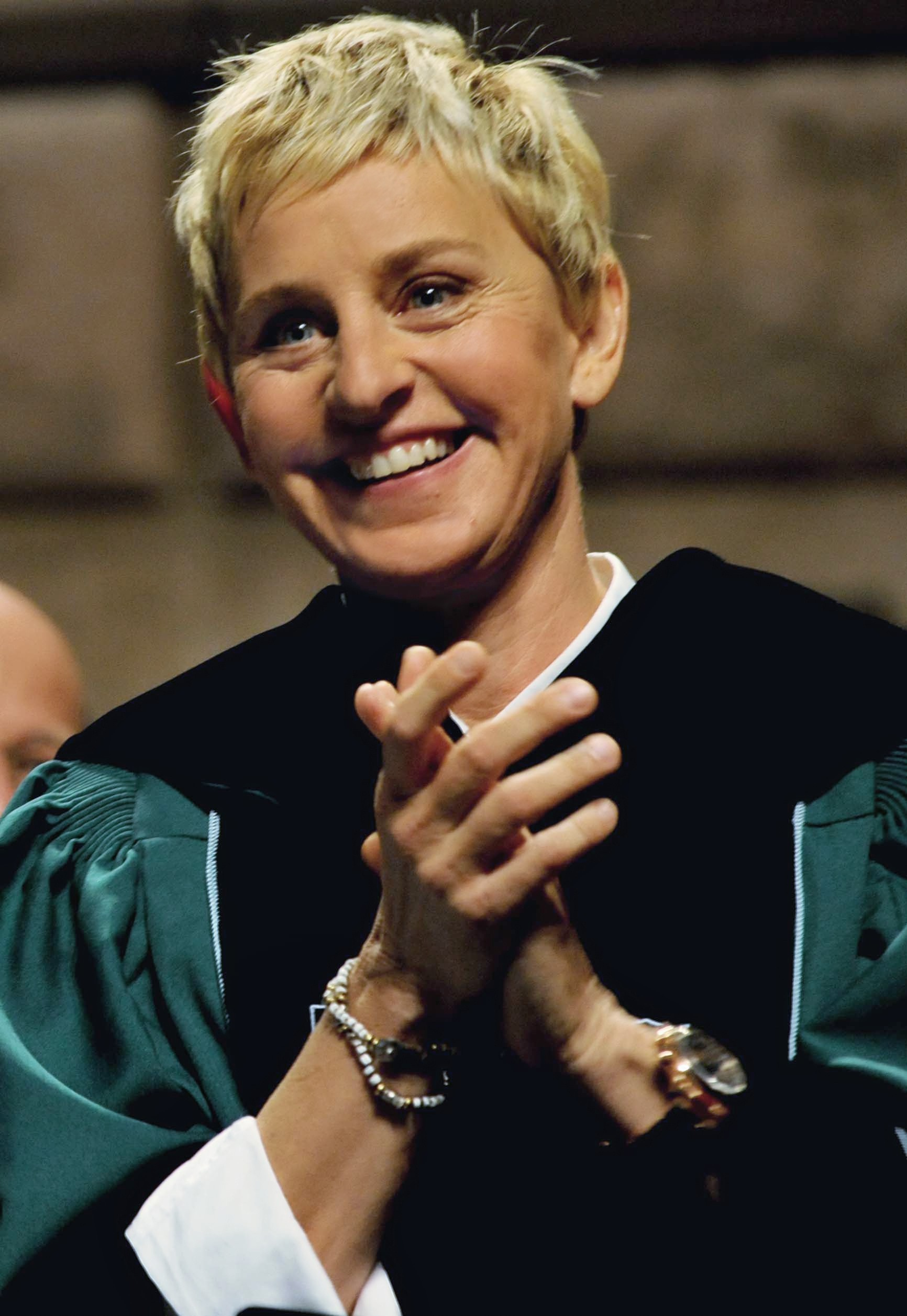
DeGeneres em 2009

Em 7 de setembro de 2006, DeGeneres foi selecionada para comandar a cerimônia do 79º Oscar, que ocorreu em 25 de fevereiro de 2007. Isso a torna a primeira pessoa assumidamente homossexual a comandar o evento. Durante a cerimônia de premiação, disse: "Que noite maravilhosa, tanta diversidade na sala, em um ano em que tantas coisas negativas foram ditas sobre a raça, religião e orientação sexual das pessoas. E eu quero deixar isso claro: se não existissem negros, judeus e gays, não haveria Oscar, ou alguém chamado Oscar, quando você pensa sobre isso." As críticas sobre a atuação como apresentadora foram positivas, com uma delas dizendo: "DeGeneres arrasou, pois ela nunca esqueceu que não estava lá apenas para entreter os indicados ao Oscar, mas também para agradar o público em casa".
O seu programa foi transmitido por uma semana no Universal Studios Orlando em março de 2007. A obra foi afetada em maio devido a uma ruptura no ligamento das costas de DeGeneres. No entanto, ela continuou apresentando em uma cama de hospital, cuidada por uma enfermeira, afirmando que "o show deve continuar". Os convidados também se sentaram em camas de hospital. O trabalho ganhou 25 Emmys em suas três primeiras temporadas no ar. Em 1 de maio de 2009, comemorou seu milésimo episódio com celebridades como Oprah Winfrey, Justin Timberlake e Paris Hilton, entre outros.
Em 2 de agosto de 2013, foi anunciado que DeGeneres seria anfitriã do Oscar em 2 de março de 2014, pela segunda vez. Uma selfie tirada por ela no 86º Oscar tornou-se o quinto tweet mais retuitado de todos os tempos. DeGeneres disse que queria homenagear o recorde de 17 indicações ao Oscar de Meryl Streep estabelecendo um outro com ela. A foto, que exibe doze celebridades, quebrou o recorde anterior de retuítes em quarenta minutos e foi retuitada mais de 1,8 milhão de vezes na primeira hora. Ao final da cerimônia, havia sido retuitada mais de 2 milhões de vezes e, em maio de 2017, mais de 3,4 milhões de vezes. A selfie em grupo foi parodiada pela Lego e por Matt Groening com The Simpsons. Bateu o recorde anterior, que era detido por Barack Obama, após sua vitória nas eleições presidenciais de 2012.
Jennifer Aniston e Justin Timberlake comemoram o episódio 2.000 de seu talk show em dezembro de 2015. Em 2017, foi relatado que DeGeneres substituiria Paula Abdul como jurada na nona temporada do American Idol. A imprensa reportou que ela também assinou um contrato para ser jurada do programa por pelo menos cinco temporadas. DeGeneres fez sua estreia no American Idol em 9 de fevereiro de 2010. No entanto, em 29 de julho de 2010, os executivos da Fox anunciaram que a comediante deixaria a atração após uma temporada. Em comunicado, disse que o trabalho "não parecia adequada para mim".
DeGeneres começou a apresentar o game show da NBC Ellen's Game of Games durante a temporada de 2017-2018. Baseado nos jogos disputados em seu talk show, a obra foi exibida em 18 de dezembro de 2017, com episódios regulares começando em janeiro seguinte. Teria duração total de quatro temporadas até maio de 2021, com seu cancelamento anunciado em janeiro de 2022.

### 2018—presente: Acusações debullyinge racismo
Após um hiato de 15 anos do stand-up, DeGeneres apareceu em um especial de comédia da Netflix de 2018, Ellen DeGeneres: Relatable. A obra revela que ela se sentia presa à reputação de sempre ser legal e de anfitriã que dançava o tempo todo. DeGeneres — que reconhece que sempre foi excessivamente sensível — preocupava-se com a reação do público quando ela não quisesse mais dançar.
Em julho de 2020, dez ex-funcionários do The Ellen DeGeneres Show acusaram a comediante de criar uma atmosfera "tóxica" de "racismo, medo e intimidação" no estúdio, incluindo ignorar assédio sexual de executivos, fazer "micro-agressões e abusos racistas" a funcionários negros, demitir funcionários por tirarem licença médica ou estarem de luto, substituir sua equipe por trabalhadores não-sindicalizados durante os primeiros dias da pandemia de COVID-19, etc. As alegações, que os funcionários fizeram anonimamente ao Buzzfeed News, seguiu relatos anteriores de comportamento hostil e intimidador, como a alegação de um ex-funcionário de que DeGeneres o demitiu por criar uma vaquinha online para despesas médicas não cobertas pelo trabalho.
Meses antes, o comediante Kevin T. Porter realizou uma postagem no Twitter no qual chamou DeGeneres de "notoriamente uma das pessoas mais cruéis do mundo" e pediu a outros usuários que postassem "histórias que você ouviu sobre Ellen ser má", comprometendo-se a doar dois dólares ao Banco Alimentar de Los Angeles para cada postagem. O post rapidamente se tornou viral, com várias pessoas alegando situações difíceis com a apresentadora (como demitir pessoas que a cumprimentaram ou a olharam nos olhos).
Em julho de 2020, Telepictures, uma unidade da Warner Bros. Entertainment, divulgou um memorando informando que iniciariam uma investigação interna, empregando a equipe da WarnerMedia e um consultor terceirizado para conduzir entrevistas confidenciais com antigos e atuais funcionários sobre suas experiências em The Ellen DeGeneres Show. A própria, por sua vez, emitiu uma declaração para sua equipe assumindo a responsabilidade pelo ambiente de trabalho e prometendo "corrigir os problemas". DeGeneres pediu desculpas a sua equipe, divulgando um comunicado dizendo: "No primeiro dia do nosso programa, eu disse a todos em nosso primeiro encontro que The Ellen DeGeneres Show seria um lugar de felicidade — ninguém jamais levantaria a voz e todos seriam tratados com respeito. Obviamente, algo mudou e estou desapontada ao saber que não foi esse o caso. E por isso, sinto muito. Quem me conhece sabe que é o oposto do que acredito e do que esperava para o nosso programa".
Após a investigação, três executivos saíram (Kevin A. Leman II, Ed Glavin e Jonathon Norman) e o programa prometeu tomar medidas para mudar. DeGeneres pediu desculpas novamente durante a abertura da décima oitava temporada em setembro de 2020. Em 12 de maio de 2021, DeGeneres anunciou que encerraria seu talk show após a conclusão de sua décima nona temporada em 2022. O episódio final do programa foi ao ar em 26 de maio de 2022, com Jennifer Aniston, Pink e Billie Eilish aparecendo como convidadas.

## Outros trabalhos

### ED Ellen DeGeneres
DeGeneres lançou sua marca sob o nome ED by Ellen no verão de 2015. Após suas coleções iniciais, o nome da marca mudou para ED Ellen DeGeneres para incorporar o braço licenciado da empresa. Os produtos incluem roupas, calçados, acessórios, artigos para animais de estimação, bebês e casa. A coleção para cães foi lançada em fevereiro de 2017 e uma para gatos no final daquele ano.
Em novembro de 2017, a marca lançou uma coleção em benefício da campanha #BeKindToElephants com camiseta e peça única para bebê, doando 100% do valor arrecadado para o David Sheldrick Wildlife Trust. DeGeneres também criou uma linha de camisetas e calçados para beneficiar o recém-criado Ellen DeGeneres Wildlife Fund, membro do Digit Fund, uma organização de ajuda aos gorilas.

### eleveneleven
Em 26 de maio de 2010, DeGeneres anunciou em seu programa que estava iniciando sua própria gravadora intitulada "eleveneleven". Ela explicou sua escolha de nome, alegando que frequentemente vê o número "11:11" ao olhar para seus relógios, que ela encontrou o cantor Greyson Chance no dia 11 e que a camisa de futebol do cantor tem o número 11.

## Vida pessoal

### Fortuna
Forbes estimou os ganhos de DeGeneres em 2020 em US$ 84 milhões e seu patrimônio líquido em US$ 370 milhões, tornando-a a 12ª artista mais bem paga do mundo. DeGeneres começou a trabalhar com a CoverGirl Cosmetics em setembro de 2008, pelo que ela foi criticada, já que sua proteção aos animais entram em conflito com os testes em animais da empresa. Seu rosto se tornou o foco dos anúncios da marca a partir de janeiro de 2009. Essa foi sua primeira campanha de beleza. Na primavera de 2012, tornou-se porta-voz da J. C. Penney em turnê e campanha publicitária. Ela também criou uma linha de produtos na QVC, que começou a ser oferecida em 24 de outubro de 2014. Em 15 de agosto de 2018, foi anunciado que DeGeneres faria parceria com o Walmart para lançar uma coleção de moda sob a marca EV1, uma alternativa de baixo custo aos produtos da sua marca. A coleção foi lançada oficialmente em 10 de setembro de 2018, com preços abaixo de US$ 30.
Em 2015, ela foi eleita a 50ª mulher mais poderosa do mundo pela mesma revista e ficou em segundo lugar na lista World Pride Power. DeGeneres é fã da NFL, mas não segue nenhum time; ela mostrou apoio ao New Orleans Saints e ao Green Bay Packers, além de participar de uma sessão de treinos do Saints em 2011.

### Relacionamentos e orientação sexual

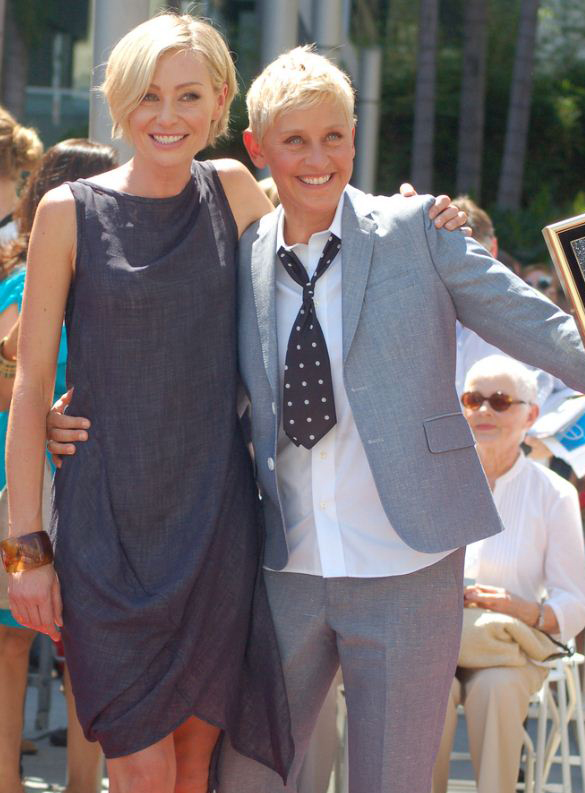
Portia de Rossi e DeGeneres em setembro de 2012

Em 1997, DeGeneres se assumiu como lésbica. A divulgação de sua orientação sexual despertou intenso interesse por parte dos tablóides estadunidenses. A cobertura da mídia atrapalhou sua carreira profissional e a deixou "atolada em depressão". Em seu livro Love, Ellen, a mãe dela descreve ter ficado inicialmente chocada quando a filha fez a revelação, mas desde então se tornou uma de suas maiores apoiadoras. No mesmo ano em que se assumiu, iniciou um relacionamento romântico com a atriz Anne Heche que durou até agosto de 2000. De 2000 a 2004, manteve um relacionamento próximo com a fotógrafa Alexandra Hedison. O casal apareceu na capa da revista The Advocate depois que sua separação já havia sido anunciada à mídia.
Desde 2004, DeGeneres mantém um relacionamento com Portia de Rossi. Após o casamento entre pessoas do mesmo sexo deixar de ser proibição na Califórnia, DeGeneres e Rossi ficaram noivas e se casaram em agosto de 2008, em sua casa em Beverly Hills. A aprovação da Proposição 8 lançou dúvidas sobre o estatuto jurídico do seu casamento, mas um julgamento subsequente da Suprema Corte da Califórnia o validou porque ocorreu antes de 4 de novembro de 2008. Em 6 de agosto de 2010, Rossi apresentou uma petição para mudar legalmente seu nome para Portia Lee James DeGeneres. A petição foi concedida em 23 de setembro de 2010.

### Veganismo
DeGeneres se descreveu anteriormente como vegana e "grande amante dos animais". Rossi também é vegana. DeGeneres promoveu uma página de divulgação do veganismo intitulada "Going Vegan with Ellen". Ela pretendia abrir um bar vegano em Los Angeles, mas os planos fracassaram. O website do seu talk show também apresentou receitas veganas. Em 2016, DeGeneres afirmou que havia reintroduzido o peixe em sua dieta e confirmou que havia parado de seguir um estilo de vida vegano "nos últimos dois anos, sem motivo algum".
DeGeneres convidou o CEO da Humane Society of the United States, Wayne Pacelle, para falar em seu programa várias vezes sobre os esforços da organização na legislação de proteção animal. Em 2009, PETA a nomeou "Mulher do Ano". Em abril de 2013, ela doou US$ 25.000 para uma contra uma lei anti-denunciantes no Tennessee, que proibiria investigadores disfarçados de gravar imagens de abuso de animais em fazendas. Em 2010, serviu como embaixadora da campanha "Adote um Peru" do Farm Sanctuary, pedindo às pessoas que iniciassem "uma nova tradição adotando um peru em vez de comê-lo" no Dia de Ação de Graças.

### Filantropia
Em novembro de 2011, a Secretária de Estado Hillary Clinton nomeou DeGeneres como enviada especial para a Conscientização Global do AIDS. Em 3 de dezembro de 2011, ela abriu o 3.º show de gala anual "Change Begins Within" da David Lynch Foundation no Los Angeles County Museum of Art, com objetivo de arrecadar fundos para levar a meditação transcendental a pessoas que sofrem de níveis epidêmicos de estresse e transtornos relacionados ao estresse. Ellen disse: "MT é o único momento em que tenho essa quietude... me dá uma sensação de paz, e eu adoro isso. Não posso dizer coisas boas o suficiente sobre isso. Todos os benefícios que você pode obter ao ficar sentado quieto e interiorizar-se – é realmente uma experiência linda. David Lynch é um homem maravilhoso por iniciar esta fundação para ajudar as pessoas."
Em novembro de 2017, foi anunciado que o então presidente Donald Trump começaria a permitir a importação de chifres de elefantes da África. Em resposta, DeGeneres criou uma campanha na internet para doar ao David Sheldrick Wildlife Trust. Ela também criou uma camiseta com sua marca cuja renda foi revertida para a organização.
Em janeiro de 2018, no seu aniversário de 60 anos, Rossi presenteou-a com uma casa para gorilas em Ruanda construída em seu nome para o Digit Fund. Este presente fazia parte de um novo braço da fundação agora denominado "Ellen DeGeneres Wildlife Fund".

### Amizade com George W. Bush
Em outubro de 2019, DeGeneres participou de um jogo da NFL entre Green Bay Packers e Dallas Cowboys a convite do proprietário dos Cowboys, Jerry Jones. Durante o jogo, ela estava sentada ao lado do ex-presidente estadunidense George W. Bush. Suas interações amigáveis com Bush, capturadas pelas câmeras do estádio, atraíram críticas devido ele ser contra o casamento entre pessoas do mesmo sexo, sua responsabilidade pela Guerra do Iraque, sua relação com tortura e mortes de civis. O ator Mark Ruffalo estava entre aqueles que criticaram a atitude.
Em resposta às críticas, ela comentou sua relação com Bush em um monólogo em seu programa. Durante o trecho, afirmou acreditar que as relações pessoais devem transcender as diferenças políticas e comparou a sua amizade com Bush à sua amizade com pessoas que usam peles em roupas, uma prática que ela não concorda. A ex-primeira-dama Michelle Obama estava entre aqueles que defenderam Ellen.